# 코네티컷 주의회

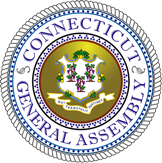

코네티컷 주의회(Connecticut General Assembly, CGA)는 미국 코네티컷주의 주의회이다. 코네티컷주 하원은 151명으로, 코네티컷주 상원은 36명으로 구성된 양원제이다. 주도인 하트퍼드 (코네티컷주)(Hartford)에서 모인다. 두 내각 모두 임기 제한이 없다.
짝수 해에는 2월부터 5월까지 총회가 개최된다. 홀수 해에는 국가예산이 완료되면 1월부터 6월까지 회기가 진행된다. 주지사는 정기 회의가 끝난 후 특별 회의를 소집할 권리가 있고, 총회는 주지사의 거부권을 무효화하기 위해 폐회 후 "거부권 회의"를 소집할 수 있다.
세션 전반부 동안 하원과 상원은 일반적으로 수요일에만 회의를 열지만, 세션이 끝날 무렵에는 업무량과 마감 기한이 늘어나 매일 회의를 하게 된다.